# Stictopisthus
Stictopisthus är ett släkte av steklar. Stictopisthus ingår i familjen brokparasitsteklar.

## Dottertaxa tillStictopisthus, i alfabetisk ordning[1]
- Stictopisthus adamanteus
- Stictopisthus angustatus
- Stictopisthus annulitarsis
- Stictopisthus arcuatus
- Stictopisthus areolatus
- Stictopisthus argaleus
- Stictopisthus artus
- Stictopisthus australiensis
- Stictopisthus bicarinatus
- Stictopisthus bilineatus
- Stictopisthus breviscapus
- Stictopisthus carbonarius
- Stictopisthus caribbeanus
- Stictopisthus carinatus
- Stictopisthus cariniferus
- Stictopisthus chinensis
- Stictopisthus clavatus
- Stictopisthus clypeatus
- Stictopisthus crassipes
- Stictopisthus crenatus
- Stictopisthus cuspidatus
- Stictopisthus delicatus
- Stictopisthus deltoides
- Stictopisthus dilutus
- Stictopisthus electilis
- Stictopisthus exilis
- Stictopisthus flavescens
- Stictopisthus flaviceps
- Stictopisthus floridanus
- Stictopisthus formosus
- Stictopisthus fraxini
- Stictopisthus guamensis
- Stictopisthus hapaliae
- Stictopisthus hiemalis
- Stictopisthus hispanicus
- Stictopisthus inusitatus
- Stictopisthus javensis
- Stictopisthus lanceolatus
- Stictopisthus longicornis
- Stictopisthus macrocephalus
- Stictopisthus madeirensis
- Stictopisthus maroccanus
- Stictopisthus minimus
- Stictopisthus miyatakei
- Stictopisthus moravius
- Stictopisthus nemoralis
- Stictopisthus nigellus
- Stictopisthus nigrans
- Stictopisthus oranae
- Stictopisthus panti
- Stictopisthus perfidus
- Stictopisthus perturbatus
- Stictopisthus plusiaephilus
- Stictopisthus polonius
- Stictopisthus punctatus
- Stictopisthus russicus
- Stictopisthus sacromontis
- Stictopisthus sagamensis
- Stictopisthus senegalensis
- Stictopisthus seyrigi
- Stictopisthus srinaraini
- Stictopisthus subniger
- Stictopisthus takemotoi
- Stictopisthus tenuigaster
- Stictopisthus unicinctor